# Радио Милева (2. сезона)
Друга сезона хумористичке телевизијске серије Радио Милева емитована је од 18. октобра до 12. новембра  2021. на РТС 1. Друга сезона се састоји од 20 епизода.

## Радња
У овој хумористичкој серији пратимо свакодневни живот Милеве, Наталије и Соње, три генерације породице Мајсторовић које живе под истим кровом.
"Радио Милева" је жива, лака, једноставна и динамична комедија која се бави темама као што су несклад међу генерацијама, сукоб различитих нарави и преплитањем ситуационе и вербалне комике.

## Епизоде
| Бр. еп. (укупно) | Бр. еп. (у сезони) | Наслов | Редитељ     | Сценариста              | Премијера          |
| --- | ------------------ | ------ | ----------- | ----------------------- | ------------------ |
| 26 | 1                  |        | Елмир Јукић | Зорица Цвијетић         | 18. октобар 2021.  |
| Дача обавести Милеву да очекује полицијску рацију, јер се у његовом кафићу налази скупоцени Пикасов цртеж. Да би га спасила, Милева предлаже да тај цртеж склони на један дан, у свој стан, све док се не појави купац тог дела. Милева у ходнику своје зграде сретне комшију Радета који јој саопшти да се заљубио у девојку, Јарославу, која је провела ноћ код њега. Међутим, кад уђе у свој стан, Раде види да га је Јарослава напустила. Раде се толико депримира због тога да одлучи да прекрати свој живот.                                                                                              |                    |        |             |                         |                    |
| 27 | 2                  |        | Елмир Јукић | Маријана Чулић Вићентић | 19. октобар 2021.  |
| Наталија је одлучила да напише роман, с јасним аутобиографским мотивима. У написаном тексту, Наталија истиче да је узрок њених животних проблема мајка, Милева, која јој није дозволила да развије све своје потенцијале. Милева је заинтересована за оно што Наталија пише, али мисли да ће то бити танак роман јер, по Милеви, живот њене ћерке је крајње неинтересантан. Уз помоћ унуке Соње, Милева отвори фајл у којем је Наталијин роман. Кад Милева прочита оно што је написано о њој хоће да преправи њен текст.                                                                                        |                    |        |             |                         |                    |
| 28 | 3                  |        | Елмир Јукић | Зорица Цвијетић         | 20. октобар 2021.  |
| Милева убеђује ћерку Наталију да је крајње време да пронађе мушкарца који ће да јој помогне да се извуче из свакодневне учмалости у којој се налази. Савет за своју ћерку тражи од психијатра, доктора Марића, који живи у њиховој згради. Доктор Марић верује да ће Наталија сигурно да сретне некога у кога ће да се заљуби. Милеви то није довољно. Мисли да би било најбоље да она нешто предузме и пронађе одговарајућег мушкарца за Наталију. |                    |        |             |                         |                    |
| 29 | 4                  |        | Елмир Јукић | Маријана Чулић Вићентић | 21. октобар 2021.  |
| Милева гледа видео касете из деведесетих година прошлог века, јер је подсећају на време када је те касете пуштала својој ћерци, Наталији. Кад се видео рекордер поквари, Милева тражи од своје унуке, Соње, да позове студента Петра, да поправи рекордер. Соња оде код Петра, који упркос томе што му је у посети штреберка Ђина са којом спрема испит, одлучи да оде код Милеве. Када Петар поправи рекордер и врати се у свој стан испостави се да је Ђина потпуно другачија у односу на наивну девојку како се представљала.                                                                                |                    |        |             |                         |                    |
| 30 | 5                  |        | Елмир Јукић | Жељко Хубач             | 22. октобар 2021.  |
| Наталија се упозна са новим поштаром, Срђаном. И Наталија и Срђан су разведени. Милева се љути због тога што је затекла Наталију и Срђана, јер је умислила да између њих двоје може доћи до емотивне блискости. Милева се додатно наљути кад схвати да јој се покварио шпорет. Мајстор Моца јој каже да нема више шанси да се тај шпорет поправи. Милева је очајна због тога што нема двеста евра за куповину новог шпорета. Милевина унука, Соња, има идеју како да дођу до новца - ангажоваће Милеву као глумицу за снимање рекламе и од тог хонорара добиће прилику да купи шпорет.                          |                    |        |             |                         |                    |
| 31 | 6                  |        | Елмир Јукић | Жељко Хубач             | 25. октобар 2021.  |
| Милева се телефоном укључила у квиз који се емитује на јутарњем телевизијском програму. Она очекује и велики добитак од учешћа у квизу, али финално питање је толико тешко да Милева не зна исправан одговор. Милева је због тога веома разочарана. Комшиница Цвета је теши и тражи од Милеве да је посаветује у вези са сином, Микицом, који је у емотивној вези са полицајком која има дете. Цвети се то никако не допада и желела да би да што пре раскине ту везу за коју верује да нема перспективу. |                    |        |             |                         |                    |
| 32 | 7                  |        | Елмир Јукић | Жељко Хубач             | 26. октобар 2021.  |
| Милева се спрема за снимање рекламе за препарат о смањењу болова у костима. Омета је комшиница Цвета која не престаје да јој прича о својим невољама са сином Микицом о којем брине више него што је то потребно. Отишао је на Фрушку гору, али она није сигурна да ле се Микица добро обукао. Милева због Цвете не може да се избори са тремом. Микица, међутим, уопште није отишао на Фрушку гору, већ се са својом љубавницом, полицајком Владиславом, сакрио у атељеу комшије Леона. Владислави се никако не допада што морају да се крију због његове мајке. Брине је и то каква је будућност њихове везе. |                    |        |             |                         |                    |
| 33 | 8                  |        | Елмир Јукић | Маријана Чулић Вићентић | 27. октобар 2021.  |
| Наталија оде у кафић да се склони из куће у којој се њена мајка, Милева, спрема за прославу годишњице матуре. Милева, заједно са комшијом Моцом, вежба танго. Наталија упозна наочитог мушкарца, Бају. Делује као да је то љубав на први поглед. Баја је правник који се бави заштитом људских права. Остави јој своју визит-карту. Наталија је заинтригирана Бајиним ставом. Међутим, убрзо се испостави да је Баја отац проблематичне девојчица којој Наталија предаје у средњој школи. |                    |        |             |                         |                    |
| 34 | 9                  |        | Елмир Јукић | Зорица Цвијетић         | 28. октобар 2021.  |
| Цвета у мобилном телефону свог сина Микице открије порнографске садржаје. Она оде код своје комшинице Милеве да се посаветује са њом. Милева јој каже да би требало да оде код психијатра Марића. Цвета тражи од ње да њих две заједно оду код Марића јер, мисли Цвета, Милева ће пуно боље да објасни Микицину еротоманију психијатру. Милева каже доктору Марићу да Микица због свог конзумирања порнографије не може да се ожени. Када доктор да објашњење Микициног случаја, Милева се додатно забрине јер сличне симптоме има и њена ћерка Наталија.                                                       |                    |        |             |                         |                    |
| 35 | 10                 |        | Елмир Јукић | Жељко Хубач             | 29. октобар 2021.  |
| Милева је купила џак брашна верујући да долазе тешки економски дани. Нада се да ће захваљујући брашну успети да се прехрани преко зиме. Комшија Раде зове Милеву да му помогне. Раде је ишао на пластичну операцију носа, али то није смањило његове фрустрације. Прогањају га ноћне море у којима се појављује његов покојни отац, који као да жели да му се обрати, али никако не успева у томе. Раде тражи од Милеве да "призове" дух његовог оца и тако сазна шта заиста жели да му каже. |                    |        |             |                         |                    |
| 36 | 11                 |        | Елмир Јукић | Мирјана Лазић           | 1. новембар 2021.  |
| Комшија Раде дошао је у посету код Милеве. Пита је да ли је у реду да се он заљуби у неку старију жену. Милева се уплаши, јер је помислила да се Раде заљубио у њу. Радетова тајна љубав је удата. Раде јој призна да се заљубио у Викторију, супругу психијатра, доктора Марића. Милева му каже да он нема никакве шансе код ње, може да буде само њен пацијент. Викторија се, наиме, бави пластичном хирургијом. Прилика да се Раде сретне са Викторијом је журка која је организована у оближњем кафићу. |                    |        |             |                         |                    |
| 37 | 12                 |        | Елмир Јукић | Маријана Чулић Вићентић | 2. новембар 2021.  |
| Управник зграде, Стеван Лисичић, очекује долазак ТВ екипе која би требало да спреми прилог о њему, као кандидату за најбољег управника на територији њихове општине. Очекује сарадњу станара да би зграда била што уреднија, али нико од њих неће да му помогне, јер га сматрају великим гњаватором. Слично мисли и Стеванова супруга, Марта, све док не открије неке његове скривене шармантне особине. |                    |        |             |                         |                    |
| 38 | 13                 |        | Елмир Јукић | Зорица Цвијетић         | 3. новембар 2021.  |
| Тинејџерки Соњи стигао је мејл од Срећка, брата њене баке Милеве. Он долази из Африке, са својом животном изабраницом. Намерава да се ожени у Београду. Милева не зна где да их смести, али ипак је задовољна због тога што је Срећко одлучио да се најзад смири. Срећкова изабраница је Азијаткиња, Суки Чи Чанг. Међутим, Срећко се није смирио. Милева није сигурна да ли је он проћердао део новца од продатог породичног стана. А још већи проблем је то што је из Аустралије депортован због фалсификовања новца.                                                                                         |                    |        |             |                         |                    |
| 39 | 14                 |        | Елмир Јукић | Зорица Цвијетић         | 4. новембар 2021.  |
| Милевин брат Срећко, са својом изабраницом Суки Чи Чанг, сместио се код Милеве. Срећкова немарност и Сукине опсесивне навике угрожавају комфор Милеве, Наталије и Соње. Срећко је сломио кревет. Милева се изнервира због тога. Тражи да јој Срећко врати новац који јој дугује од продатог стана њихових родитеља. Он јој каже да је морао да потроши део тог новца да би платио кауцију за излазак из затвора. Милева инсистрира да јој да преостали део новца, али Срећко стално проналази нове изговоре зашто то не може тако брзо да уради.                                                                |                    |        |             |                         |                    |
| 40 | 15                 |        | Елмир Јукић | Жељко Хубач             | 5. новембар 2021.  |
| Милева кроз двоглед посматра све што се дешава на улици. Заинтригирана је тиме што се њена комшиница, Цвета, посебно дотерује. Милева сумња да је Цвета пронашла љубавника. Испостави се да су Милевине претпоставке истините. Цвета је у романтичној вези са својим старим љубавником. Своју везу крије од свих, а посебно од сина, Микице. Цветин љубавник, Милентије, живи у Сомбору. Тражи од Цвете да се пресели у Сомбор. То је за Цвету изузетно велики изазов. |                    |        |             |                         |                    |
| 41 | 16                 |        | Елмир Јукић | Маријана Чулић Вићентић | 8. новембар 2021.  |
| Милеви је досадно. Не може да нађе никакву забаву за себе. Прилику за прављење интрига, Милева пронађе у чињеници да се њеној сталној фризерки, Јеци, у околини појавила конкуренција у салону који води Мишел. Милева мотивише Јецу да се бори за своје муштерије. Праву помоћ Јеца очекује од утицајног фризера, Принца, који се под тим надимком прославио на јутјубу. Принц је суров док анализира начин на који Јеца води свој фризерски салон. Ипак, Принц прихвати да буде менаџер Јециног салона. |                    |        |             |                         |                    |
| 42 | 17                 |        | Елмир Јукић | Маријана Чулић Вићентић | 9. новембар 2021.  |
| Милева је нервозна. Због њене интервенције у Јецином фризерском салону, довођењем новог менаџера у тај салон, Принца, посао је изгубила дотадашња фризерка - Цока. Милева одлучи да исправи своју грешку и хоће да отера Принца. Она мисли да Принц има скривени план и да хоће да отме Јеци салон. Кад дође у салон, Милева га снима мобилним телефоном, што изазове додатну нервозу код арогантног Принца, који све више злоупотребљава Јецу. Милева је принуђена да смисли озбиљан план да би изашла на крај са Принцом. Она убеди комшиницу Цвету да тајно снима шта ради Принц у Јецином салону.           |                    |        |             |                         |                    |
| 43 | 18                 |        | Елмир Јукић | Зорица Цвијетић         | 10. новембар 2021. |
| Комшија Раде дође у посету код Милеве. Она се жали на болове у леђима. За своје здравствене тегобе, Миева оптужује свој слаб карактер. Окривљује себе због тога што не зна да ужива у животу, него око себе види само невоље. Раде, с друге стране, има својих проблема. Мисли да су му превелике уши. Доктор, психијатар Марић, му је рекао да би требало да иде на психотерапију. Милева, међутим, има другу идеју. Стави селотејп преко Радетових ушију и каже му да то не скида недељу дана. Тако ће решити своје проблеме са ушима.                                                                        |                    |        |             |                         |                    |
| 44 | 19                 |        | Елмир Јукић | Зорица Цвијетић         | 11. новембар 2021. |
| Депресивна Звездана кренула је код психијатра Марића. Међутим, сретне Милеву у ходнику зграде. Милева је одведе у свој стан с намером да јој подигне расположење. Звездана се о својим љубавним проблемима изјада Милеви. Саопшти јој да је муж вара. Звездана хоће да поврати љубав свог мужа. Милева јој каже да би требало да буде борбена и оптимистична. Каже јој да би требало да одигра игру: да остави свог мужа и да му каже да је пронашла љубавницу. То ће да изазове његову љубомору и он ће поново да јој се врати.                                                                                |                    |        |             |                         |                    |
| 45 | 20                 |        | Елмир Јукић | Зорица Цвијетић         | 12. новембар 2021. |
| Наталија саопшти комшији Микици да је добила понуду да се запосли у приватној школи. Микица јој каже да то није озбиљна понуда и да тај што јој нуди посао хоће само сексуално да је искористи. Наталија се наљути на Микицу. Кад дође кући појави јој се алергија на мачка Живоја којег је њена мајка, Милева, пронашла на улици. Наталија се додатно изнервира кад је преплаши ћерка Соња која се спремила да оде на маскенбал. Нервозна Наталија не зна шта ће са собом. Да би се смирила одлучи да оде на маскенбал и тамо провери како се Соња понаша.                                                     |                    |        |             |                         |                    |